# Det sönderslagna örat

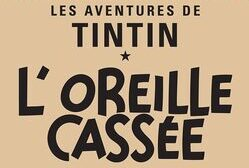

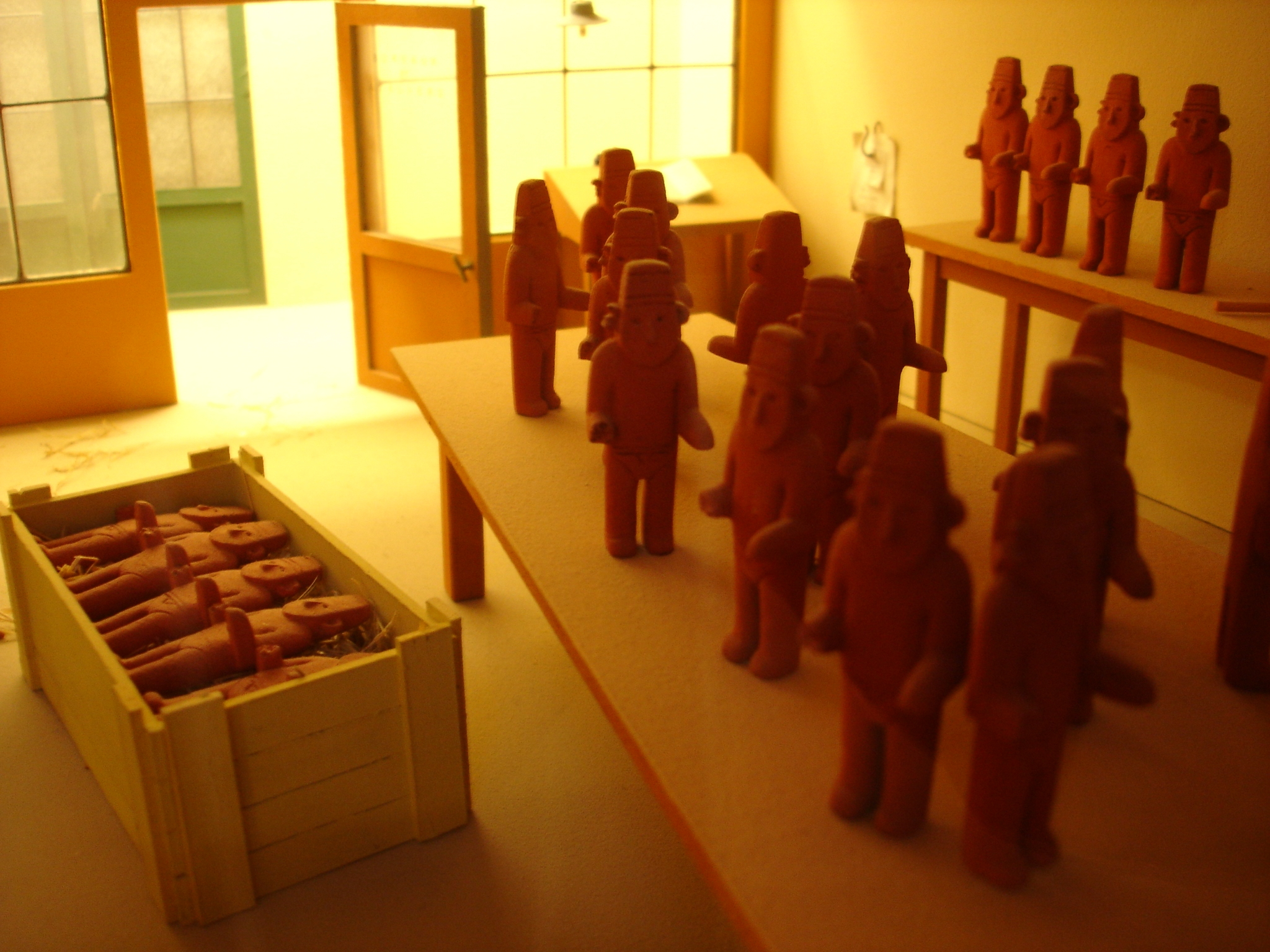
Tillverkning av statyetter.

 Det sönderslagna örat, fransk originaltitel: L'Oreille Cassée, är det sjätte i en serie klassiska seriealbum, skrivna och illustrerade av belgaren Hergé, vars huvudperson är den unge reportern Tintin.
Den första versionen av Det sönderslagna örat som seriealbum utkom 1937, efter att serien publicerats 5 december 1935–25 februari 1937. Albumet översattes 1971 för första gången till svenska och gavs ut av Illustrationsförlaget som Tintin-album nummer 18.

## Synopsis
En trästatyett, en sydamerikansk fetisch, stjäls från ett museum, men lämnas snart tillbaka tillsammans med en lapp från tjuven med meddelandet att stölden bara var en del av ett vad. Men Tintin upptäcker snart att den återlämnade statyetten är en kopia eftersom originalet hade ett sönderslaget öra. Tintins försök att spåra tjuvarna Ramon Bada och Alonzo Perez leder honom till San Theodoros i Sydamerika där han hamnar mitt i ett krig. Han beger sig in i regnskogen och möter indianer innan han slutligen löser mysteriet.

## Om albumet
I de fem föregående äventyren hade Tintin alltid varit på resande fot. I denna berättelse får läsaren för första gången se Tintin och Milou i sin hemstad och i bostaden. Man får till och med veta att Tintin bor på Rue du Labrador 26.
I detta äventyr lämnar Hergé den nästan dokumentära återgivningen i Blå Lotus och återgår till fantasifullare utsvävningar, och för att komma runt problemen med autenticitet och realism så skapar han två fiktiva sydamerikanska länder, San Theodoros och Nuevo Rico, löst baserade på verklighetens Bolivia och Paraguay. San Theodoros, där huvuddelen av detta äventyr utspelas, är en komprimerad karikatyr sammansatt av alla myter och mer eller mindre sanna historier vi hört om sydamerikanska stater och deras statsskick. Revolutioner och omvälvningar, militärdiktaturer med nyckfulla ledare, komplicerade politiska turer fram och tillbaka och det råder många gånger förvirring och ovisshet om vem som för tillfället sitter vid makten.
I Det sönderslagna örat dyker figurerna General Alcazar, Ridgewell och Pablo upp för första gången.
Anslaget gav Hergé möjligheten att lekfullt brodera ut historien utan att behöva vara alltför realistisk, vilket inte hindrade honom från att väva in verkliga händelser och personer som intresserade honom i handlingen.
Till exempel så är området Gran Chapo i albumet egentligen en omskrivning av Gran Chaco. Gran Chaco var en sedan länge omtvistad landplätt som 1932 ledde till Chacokriget, ett blodigt krig mellan Bolivia och Paraguay med nära nog hundratusen stupade. Den väpnade konflikten utlöstes när två multinationella företag började konkurrera om att få utvinna oljan som fanns där. Händelsen hade intresserat Hergé ända sedan han läst om den i tidningen.
Ett annat exempel är figuren Basil Bazaroff som på pricken liknar den ökände Basil Zaharoff, en förslagen kanonhandlare som under Första världskriget gjorde sig en enorm förmögenhet på att sälja vapen till krigförande länder på alla sidor.

## Övrigt
Den 1 augusti 1979 stals en träreplika av seriens fetisch från en utställning med namnet "Tintins Fantasimuseum" i Bryssel. Två dagar efter stölden fick chefredaktören för tidningen Le Soir ett kravbrev undertecknat X. Brevet, som delvis använt ordagranna citat från motsvarande brev i Det sönderslagna örat, krävde att Hergé skulle infinna sig på lördag klockan 4 på den plats där fetischen stått med ett exemplar av Det sönderslagna örat under sin högra arm. Hergé hade själv samma dag fått en inbjudan till samma möte undertecknat av en viss Alonzo Perez. Den 7 augusti publicerade "Le Soir" ett foto av Hergé framför statyerna förvisso med ett exemplar av albumet, men fastklämt under sin vänstra arm. Om detta var ett publicitetstrick som var arrangerat eller om det var en riktig stöld vet ingen riktigt, men tjuven varken hördes av eller sågs någonsin mera till, och fetischen är fortfarande spårlöst försvunnen.